# 名方郡
名方郡（なかたのこおり、なかたぐん）は、古代の阿波国（現 徳島県）にあった郡である。阿波国の国府が置かれていた。寛平8年（896年）に東部が名東郡、西部が名西郡に分割された。

## 地理
郡域は現在の徳島市の大部分（勝占町・多家良町・丈六町を除く）、名東郡佐那河内村、名西郡石井町、神山町、板野郡上板町瀬部などの地域一帯に比定される。

## 歴史
奈良時代から平安時代に見える郡名。平城宮出土木簡に「阿波国名方郡土師郷土師部広友 米五斗」（同前15）とあるのが初見。また長岡京跡においても8世紀末の溝から「阿波国名方郡井上庸」とある木簡が出土している（木簡研究1）。
律令制の執行によって阿波国が成立すると、当郡に国府（現徳島市国府町府中）が置かれ、阿波国の政治・経済・文化の中心地となった。国府の政庁跡は「府中の宮」と通称される大御和神社付近と推定される。また国分寺は国庁推定値の南南西約1,200mの地点に建設され、国分尼寺は国庁の西方約1,00mの地点に建設され、国分尼寺跡は現在国定指定史跡となっている。
当郡に居住した氏族としては「続日本紀」神護景雲元年3月16日条に見える粟凡直氏、「三代実録」貞観6年4月22日条に見える海直氏、同書同年8月8日条に見える安曇部氏、同書同7年11月2日条に見える忌部氏などがいた。

### 式内社
『延喜式』神名帳に記される郡内の式内社。
| 神名帳                     | 神名帳                 | 神名帳 | 神名帳                     | 比定社                         | 比定社                           | 比定社                        | 集成 |  |
| 社名                       | 読み                   | 格     | 付記                       | 社名                           | 所在地                           | 備考                          | 集成 |  |
| -------------------------- | ---------------------- | ------ | -------------------------- | ------------------------------ | -------------------------------- | ----------------------------- | ---- |  |
| 名方郡 9座（大1座・小8座） |                        |        |                            |                                |                                  |                               |      |  |
| 天石門別八倉比売神社       | -ヤクラヒメノ          | 大     | 月次新嘗                   | （論）八倉比売神社             | 徳島県徳島市国府町矢野           | 阿波国一宮                    |      |  |
| 天石門別八倉比売神社       | -ヤクラヒメノ          | 大     | 月次新嘗                   | （論）上一宮大粟神社           | 徳島県名西郡神山町神領           | 阿波国一宮                    |      |  |
| 天石門別八倉比売神社       | -ヤクラヒメノ          | 大     | 月次新嘗                   | （論）一宮神社                 | 徳島県徳島市一宮町西丁           | 阿波国一宮                    |      |  |
| 天石門別豊玉比売神社       | -トヨタマヒメノ        | 小     |                            | （論）天石門別豊玉比売神社     | 徳島県徳島市眉山町               | 春日神社境内 （元は徳島城内） |      |  |
| 天石門別豊玉比売神社       | -トヨタマヒメノ        | 小     | （論）豊玉姫神社           | 徳島県名西郡神山町神領         | 上一宮大粟神社境内社             |                               |      |  |
| 天石門別豊玉比売神社       | -トヨタマヒメノ        | 小     | （論）（合祀）猿田比古神社 | 徳島県名東郡佐那河内村下字高樋 | 大宮神社境内社                   |                               |      |  |
| 麻能等比古神社             | マノ-                  | 小     |                            | （論）大麻比古神社             | 徳島県徳島市明神町               |                               |      |  |
| 麻能等比古神社             | マノ-                  | 小     | （論）桜間神社             | 徳島県名西郡石井町高川原       |                                  |                               |      |  |
| 麻能等比古神社             | マノ-                  | 小     | （論）（合祀）天神社       | 徳島県徳島市入田町天ノ原       |                                  |                               |      |  |
| 和多都美豊玉比売神社       | ワタツミトヨタマヒメノ | 小     |                            | （論）雨降神社                 | 徳島県徳島市不動西町             |                               |      |  |
| 和多都美豊玉比売神社       | ワタツミトヨタマヒメノ | 小     | （論）王子和多津美神社     | 徳島県徳島市国府町和田         |                                  |                               |      |  |
| 和多都美豊玉比売神社       | ワタツミトヨタマヒメノ | 小     | （論）王子神社             | 徳島県名西郡石井町高原         |                                  |                               |      |  |
| 和多都美豊玉比売神社       | ワタツミトヨタマヒメノ | 小     | （論）井上八幡神社         | 徳島県徳島市国府町井戸北屋敷   |                                  |                               |      |  |
| 大御和神社                 | オホミワノ             | 小     |                            | 大御和神社                     | 徳島県徳島市国府町府中           |                               |      |  |
| 天佐自能和氣神社           | アマサシノワケノ       | 小     |                            | 天佐自能和氣神社               | 徳島県徳島市不動東町             |                               |      |  |
| 御間都比古神社             | ミマヅヒコノ           | 小     |                            | 御間都比古神社                 | 徳島県名東郡佐那河内村下モノミ石 |                               |      |  |
| 多祁御奈刀祢神社           | タケミナトミ           | 小     |                            | 多祁御奈刀弥神社               | 徳島県名西郡石井町浦庄           |                               |      |  |
| 意富門麻比売神社           | オフトマ- オホ-        | 小     |                            | 宅宮神社                       | 徳島県徳島市上八万町上中筋       |                               |      |  |
| 凡例を表示                 |                        |        |                            |                                |                                  |                               |      |  |